# 乌特基尔别克·海达罗夫
乌特基尔别克·海达罗夫（1974年1月25日—），乌兹别克斯坦男子拳击运动员。他曾代表乌兹别克斯坦参加2000年和2004年夏季奥林匹克运动会拳击比赛，其中2004年奥运会获得一枚铜牌。